# Dumbo (film 2019)
Dumbo – amerykański film fabularny z 2019 roku w reżyserii Tima Burtona, wyprodukowany przez wytwórnię Walt Disney Studios Motion Pictures. Film jest aktorskim remakiem animowanego filmu Disneya z 1941 roku o tym samym tytule, który z kolei jest adaptacją powieści Helen Aberson.

## Fabuła
Akcja filmu rozgrywa się w roku 1919. W małym amerykańskim cyrku rodzi się małe słoniątko. Jest to wielkie wydarzenie nie tylko dla jego mamy, pani Jumbo, ale dla wszystkich pracowników cyrku. Malec różni się od innych słoni. Ma gigantyczne uszy i od razu staje się pośmiewiskiem. Właściciel trupy, Max Medici (Danny DeVito) zleca opiekę nad zwierzakiem, któremu nadano imię Dumbo, dawnemu mistrzowi woltyżerki i weteranowi wojennemu Holtowi Farrierowi (Colin Farrell). Z cyrkiem podróżują też jego dzieci, które pewnego dnia odkrywają, że za sprawą wielkich uszu Dumbo potrafi unieść się w powietrze.
Niezwykłe stworzenie szybko staje się największą atrakcją podupadającego cyrku Medici. Kiedy o pierwszym na świecie latającym słoniu robi się głośno, milioner V.A. Vandevere (Michael Keaton) postanawia kupić cyrk. Okazuje się, że bezwzględny przedsiębiorca ma wobec Dumbo własne plany.

## Obsada
| Rola                 | Aktor          | Polski dubbing      |
| -------------------- | -------------- | ------------------- |
| Holt Farrier         | Colin Farrell  | Rafał Drozd         |
| V.A. Vandevere       | Michael Keaton | Paweł Wawrzecki     |
| Max Medici           | Danny DeVito   | Marian Opania       |
| Colette Marchant     | Eva Green      | Paulina Holtz       |
| J. Griffin Remington | Alan Arkin     | Andrzej Arciszewski |
| Milly Farrier        | Nico Parker    | Lena Kulczyńska     |
| Joe Farrier          | Finley Hobbins | Jakub Jóźwik        |
| Neils Skellig        | Joseph Gatt    | Robert Jarociński   |
| Panna Atlantyda      | Sharon Rooney  | Marta Burdynowicz   |

## Odbiór

### Zysk
Z dniem 3 kwietnia 2019 roku film Dumbo zarobił 56 milionów dolarów w Stanach Zjednoczonych i Kanadzie oraz 73,5 miliona dolarów w pozostałych państwach; łącznie 129,5 miliona dolarów w stosunku do budżetu produkcyjnego 170 milionów dolarów.

### Krytyka
Film Dumbo spotkał się z mieszaną reakcją krytyków. W serwisie Rotten Tomatoes 48% z trzystu pięciu recenzji filmu jest pozytywne (średnia ocen wyniosła 5,5 na 10). Na portalu Metacritic średnia ocen z 54 recenzji wyniosła 51 punktów na 100.